# 룡양광산
룡양광산(龍陽鑛山)은 조선민주주의인민공화국 함경남도 단천시의 마그네사이트 광산이다.

## 광산개요
룡양의 마그네사이트광산은 1938년 발견되였다. 1942년에는 조선마그네시아회사가 설립되여 1942년 ~ 1944년간 일 200 ~ 300 톤을 생산하였다. 1955년에는 검덕광산의 지광으로 조업하였다. 해방후 1960년부터 체계적인 탐사가 진행되여왔다. 이 때 광산에서는 2개월간의 짧은 공기로 대형굴착기를 건설하고 금산, 돈산, 4.5산, 2.8산 등 산봉우리에 계단식 채굴장과 낙광정을 건설했다. 1975년부터 갱내채굴을 시작, 심부와 서향산지구에는 갱내채굴장을 형성하여 노천채굴과 갱내채굴을 결합시켰다.
그리하여 1973년에는 1960년 생산량의 8배로 장성했으며 1980년대 초에는 길이 2000 여 m의 100만톤 운송능력을 가진 콘베아수송선을 건설했다. 한편 1978년에는 년 20만 톤 능력의 중액선광장을, 1988년에는 16만 톤 능력의 중액괴광선광장을 건설해 정광 생산을 증대하였다.
현재 광산에는 10여개의 갱과 조쇄장, 선광장, 중액괴광선광장이 갖춰져있으며 노천채굴과 갱내채굴을 병행하고 있다. 노천채굴장에서는 고속도착정기, 침입식착암기, 긁개식적재기, 대형굴착기와 덤프트럭으로 광석을 채취 운반하며 갱내채굴장에서는 저광식(貯鑛式)과 중단식(中斷式) 채광법으로 캐내어 벨트콘베아로 선광장에 운반하고 있다.
기업소에는 룡양공업대학과 로동자문화회관, 병원, 요양소, 남새와 과일생산기지 등 교육 및 문화와 후방공급설비가 부설되여있으며 계곡을 따라 광부들의 주택이 건설되여있다. 본 광산은 김일성훈장과 조선민주주의인민공화국창건20주년광산, 2중천리마광산 칭호를 수훈하였다.
김일성이 1961년 4월 5일, 김정일이 1975년 7월 1일과 2009년 5월 현지지도하였다.

## 지질구성
광상구역에는 하부원생대 마천령계 북대천통과 남대천통의 암석들이 분포하고 있는데 마그네사이트광상과 관련된 것은 북대천통암석의 고회암층 및 투각섬석 고회암층이다. 이 광체들은 배태암과 함께 습곡으로 접혀있으며 북대천단열대의 서쪽에 몰켜있다.
북대천통은 혜산-리원분지에서 마천령계의 가운데층인 두꺼운 탄산염암층이다. 이 층은 단천 남대천과 북대천, 길주남대천의 중류 및 상류지역들 사이에 넓게 드러나있다. 북단인 량강도로 갈수록 제4기 현무암의 아래에 깔려있게 된다. 검덕-천남-동점지구에서는 북대천단열대와 장파리단열대 사이에 끼여있어, 북대천통이 검덕산향사를 이루고 있다. 여기서 서쪽날개를 이루는 북대천통은 천남-동점으로 잇달리는데 아래한계는 장파리단열대를 경계로 중생대층과 구조접촉하고 있거나 중생대층 또는 제4기 현무암에 의해 부정합으로 덮이여있다. 동쪽날개 역시 구조접촉하거나 현무암에 의해 덮이여있다. 층은 아래층, 가운데층, 웃층으로 나누는데, 이 중 마그네사이트함광층은 웃층이며 검덕지구에서는 아래층이 잘 드러나있지 않다.
검덕지구에서 북대천통의 가운데층은 아래로부터 송동골층, 돌문층, 4.5층으로 나뉜다. 송동골층은 그 안에 고회석대리암낌층이 거의 없고 주로 편암류이며 수많은 방해석대리암과 함겹층석화석방해석대리암이 자주 끼인다. 돌문층은 돌문1층과 돌문2층으로 나누는데 돌문2층은 회색-회록색운모편암, 방해석대리암, 석회질편암, 십자석흑운모편암, 회백색중립결정질고회암으로 되여있다. 4.5층은 주로 함겹층석화석고회암과 회록색줄무늬운모편암, 석회암으로 이루어져있는데 이것은 다시 고회암위주의 4.5동1층과 고회암이 끼인 편암과 방해석대리암의 엇바뀜으로 된 4.5동2층으로 나뉜다. 4.5동층은 겹층석류화석대가 돌문층이나 송동골층과 달리 고회암으로 되여있다. 가운데층의 전체 두께는 885 ~ 1022 m이다.
웃층은 마그네사이트 함광층으로 아래로부터 백금산층, 화약골층, 봉화층, 황철골층, 백바위골층, 삼포층 및 금골층으로 나뉘여진다.
백금산층은 배사습곡의 양 날개부를 이루면서 송동골로부터 백암동까지 잇달리는데 백색회백색고회암의 두꺼운 층으로 이루어졌으며 큰 두께를 가지는 2 ~ 3개의 마그네사이트층이 끼여있다. 그 부분자름면은 아래로부터 우로 다음과 같다.
1. 백색층결정질고회암...107 m
2. 마그네사이트 광화된 고회암...8 m
3. 회백색결정질고회암...49 m
4. 마그네사이트광층...20 m

이 층은 봉화층과 구조로 맞물려있다. 이 자름면은 백금산일대에서의 두께이며 전체에 걸쳐서는 그 두께가 150 ~ 270 m이다.
화약골층은 배사습곡의 양 날개부를 따라 백금산층과 같이 잇달리지만 두 날개부에 생긴 단층으로 동쪽에서는 자주 끊기고 서쪽에서는 반복된다. 이 층은 주로 회백색층방해석대리암과 회록색견운모녹니석편암, 석회질편암, 회백색층고회암의 엇바뀜으로 되여있다.
화약골층 우에는 봉화층이 있는데 이는 역시 두꺼운 고회암층으로 주로 회백색층중립결정질고회암, 회백색덩이결정질고회암, 회백색층세립결정질고회암으로 되여있다. 금골 1동 부근에서는 봉화층안에 두께가 3 m까지 되는 마그네사이트광층이 끼여있지만 룡양과 검덕에서는 나타나지 않아 본 광산의 광체로 되지는 않는다.
황철골층은 검덕지구에서 반복되는 배사 및 향사습곡의 날개부들에 널려있는데 투각섬석질고회암으로 되여있다. 특히 아래부분에 투각섬석이 많다.
백바위골층은 배사습곡의 날개 또는 정부에 드러나있는데 주로 회백색층방해석대리암, 석회질편암, 견운모편암, 층고회암으로 되여있다. 황철골층이나 삼포층과 달리 방해석대리암과 고회암이 우세하고 편암이 적은 것이다.
삼포층은 회백색덩이중립결정질고회암, 세립결정질 혹은 미정질고회암, 투각섬석질고회암으로 되여있다.
금골층은 북대천통의 맨 웃층이다. 금골층은 어디서나 남대천통의 바닥편암에 의해 정합으로 덮이여있다. 검덕지방에서 이 층은 주로 1차 및 2차향사습곡의 여러 날개부들에 넓게 드러나있으며 북쪽으로는 매지령-문락평으로 잇달린다.
금골층은 자름면과 암석학적특징에 의해 다시 3개 분층으로 나뉘는데 금골1층은 백색, 회백색장미색층조립방해석대리암, 운모질방해석대리암으로 되여있다. 금골2층은 운모질고회암, 어두운 회색, 회백색의 줄무늬고회암, 어두운 회색덩이고회암, 투각섬석투휘석석회질고회암 등으로 되여있다. 금골3층은 백색, 회백색장미색방해석대리암으로 되여있다. 백금산-검덕지구에서 북대천통 웃층의 두께는 2000 ~
2830 m이며 불완전한 전체 두께는 2850 m ~ 3850 m이다..

## 광상특성
룡양광산은 대륙붕에서 고회암으로 퇴적되고 이후 변성교대작용을 받았다.
광상구역에는 수많은 마그네사이트 광체들이 층상, 렌즈상을 이루며 배태암과 정합적관계를 가지며 분포하고 있다. 이 광체들은 배태암의 특성과 습곡구조에서의 위치에 의해 4개의 광체군으로 나뉜다.
1. 4.5산 광체군. 이 광체군은 금산향사습곡의 서쪽날개에 분포되여있는데 회백색고회암 안에 놓인 4.5산 1맥, 2맥, 3맥, 4맥 등이 속한다.
2. 5구산광체군. 이 광체군에는 회백색고회암 안에 놓이며 금산향사습곡의 동쪽날개와 5구산배사습곡의 두 날개를 이루는 5구산 1, 2, 3, 4, 5맥, 동부맥들이 속한다.
3. 서양산광체군. 이 광체군에는 투각섬석고회암과 회백색층상고회암 안에 놓이는 서양산 1맥, 2맥, 3맥이 속한다.
4. 송동광체군. 여기에는 송동 1맥과 2맥이 속하며 배태암의 특성은 서양산광체군에서와 같다. 광체들은 1차 및 2차 습곡에 의해 주름잡혀있으며 20 ~ 350 m 의 두께를 가진다. 보통 1 ~ 4 ㎞ 연장된다.

일반적으로 광체의 폭방향에서 광물조성의 변화는 광체상하반에서는 녹니석이 많아져 녹니석-활석마그네사이트가 놓이고 다음 녹니석의 양이 줄어들고 활석의 양이 많아져 활석질마그네사이트가 놓이며 보다 중심으로 가면 활석의 양이 줄어들어 고품위마그네사이트대가 놓인다. 광체의 첨멸부로 갈수록 광석 안에는 고회암의 잔류물이 많아진다.
1982년 1월 1일 현재 40억 톤의 전망광량이 있으며 그가운데서 확보광량은 6억 1869만 6천톤이다.

## 룡양광산의 마그네사이트 분석
혼입광물로는 활석, 녹니석이 주를 이루며 석영은 적게 들어있다. 또한 고회석과 방해석의 양은 극히 적게 들어있다. 대부분 마그네사이트가 광석의 주를 이루고 있으며 마그네사이트는 탄질물질과 철의 함유량에 따라 회흑색, 회색, 회백색, 백색, 황백색, 황갈색을 띈다. 마그네사이트는 대부분 결정질집괴로 나타나며 드물게 치밀한 괴상집괴로 나타난다. 결정질마그네사이트는 대리암모양집괴, 방사상집괴, 별모양집괴, 구름모양집괴, 두꺼운 마그네사이트결정들의 평행쌓임집괴로 나타난다. 현미경으로 보았을 때, 그 입자는 능면체로 되여있으며 결정의 크기는 심하게 변동하는데 수 ㎜ 크기에 달하는 것도 있다. 각섬석은 아주 작은 바늘모양의 결정들이 서로 엉켜져 때때로 마그네사이트 결정사이에 끼여있다. 녹니석은 파편상 또는 주상의 입자들이 엉켜붙은 형태로 마그네사이트 광석 주변에 들어있다. 불순물에 해당하는 규산염, 알루미나, 적철광, 산화칼슘의 함량은 각 1% 이하로 광석순도는 높은 편이다. 마그네사이트는 결정의 변두리와 벽개면, 균열을 따라 활석화작용을 받았으며 견운모규질편암과의 접촉부에서는 녹니석화작용을 받았다. 마그네사이트 결정안에는 이차적으로 생긴 비늘모양의 미립질활석과 백녹니석, 알모양의 석영알갱이들이 점점이 박혀있다